# Mimomyia roubaudi
Mimomyia roubaudi är en tvåvingeart som först beskrevs av Doucet 1950.  Mimomyia roubaudi ingår i släktet Mimomyia och familjen stickmyggor.
Artens utbredningsområde är Madagaskar. Inga underarter finns listade i Catalogue of Life.